# Cele kształcenia
Cele kształcenia to planowe, zamierzone i długotrwałe założenia dydaktyczne co do tego jak kształcić, jakie wartości wpajać i jakimi metodami.
Cele kształcenia, według Kazimierza Denka, są to świadome, z góry oczekiwane, planowane, a zarazem w miarę konkretne efekty edukacji. Efekty te odnoszą się do pożądanych zmian, które dokonują się w wiedzy, umiejętnościach, zdolnościach, zainteresowaniach i innych cechach osobowości uczniów pod wpływem procesu kształcenia.

## Podział celów kształcenia
- cele rzeczowe (ogólne, odnoszące się do rzeczywistości):
  - cele kształcenia ogólnego,
  - cele kształcenia zawodowego.

- cele podmiotowe (subiektywne, odnoszące się do osobowości wychowanka):
  - cele kształcenia ogólnego,
  - cele kształcenia zawodowego.

## Związek celów kształcenia ogólnego
1. od strony rzeczowej:
- opanowanie ogólnej wiedzy o przyrodzie, społeczeństwie, technice, kulturze i sztuce,
- ogólne przygotowanie do działalności praktycznej – udział w przekształcaniu przyrody, życia społecznego itp.
- kształtowanie humanistycznego stosunku do ogólnoludzkich wartości oraz związanych z nimi postaw i przekonań światopoglądowych.

2. od strony podmiotowej:
- ogólny rozwój sprawności umysłowej i zdolności poznawczych – z uwzględnieniem myślenia i twórczych uzdolnień,
- rozwój potrzeb kulturalnych, motywacji i zainteresowań poznawczych, społecznych, estetycznych i technicznych,
- wdrożenie do samokształcenia i pracy nad sobą przez całe życie człowieka.

## Związek celów kształcenia zawodowego
1. od strony rzeczowej:
- opanowanie wiedzy zawodowej z tych dziedzin, które są wartościowe dla danego zawodu,
- przygotowanie do pracy wytwórczej,
- kształtowanie postaw i przekonań naukowych ze szczególnym uwzględnieniem dziedzin życia związanego z zawodem.

2. od strony podmiotowej:
- rozwinięcie specjalnych uzdolnień, ważnych dla wykonywania danego zawodu,
- rozwój potrzeb, motywów i zainteresowań związanych z danym zawodem,
- wdrożenie do ciągłego doskonalenia kwalifikacji poprzez samokształcenie.